# Condylostylus hirsutus
Condylostylus hirsutus är en tvåvingeart som beskrevs av Becker 1922. Condylostylus hirsutus ingår i släktet Condylostylus och familjen styltflugor. Inga underarter finns listade i Catalogue of Life.